# Valencias MotoGP 2008
Valencias MotoGP 2008 kördes den 26 oktober på Circuito Ricardo Tormo utanför Valencia i Spanien.

## MotoGP

### Slutresultat
| Plats | Förare           | Märke    | Grid | Kvaltid  |
| ----- | ---------------- | -------- | ---- | -------- |
| 1     | Casey Stoner     | Ducati   | 1    | 1.31,502 |
| 2     | Dani Pedrosa     | Honda    | 2    | 1.31,555 |
| 3     | Valentino Rossi  | Yamaha   | 10   | 1.32,962 |
| 4     | Andrea Dovizioso | Honda    | 9    | 1.32,734 |
| 5     | Nicky Hayden     | Honda    | 3    | 1.31,703 |
| 6     | Colin Edwards    | Yamaha   | 4    | 1.32,212 |
| 7     | Shinya Nakano    | Honda    | 15   | 1.33,767 |
| 8     | Jorge Lorenzo    | Yamaha   | 7    | 1.32,594 |
| 9     | Loris Capirossi  | Suzuki   | 8    | 1.32,614 |
| 10    | Alex de Angelis  | Honda    | 16   | 1.33,848 |
| 11    | James Toseland   | Yamaha   | 5    | 1.32,518 |
| 12    | Sylvain Guintoli | Ducati   | 13   | 1.33,352 |
| 13    | Chris Vermeulen  | Suzuki   | 12   | 1.33,017 |
| 14    | John Hopkins     | Kawasaki | 14   | 1.33,681 |
| 15    | Randy de Puniet  | Honda    | 6    | 1.32,572 |
| 16    | Marco Melandri   | Ducati   | 18   | 1.34,174 |
| 17    | Anthony West     | Kawasaki | 17   | 1.33,879 |
| 18    | Toni Elías       | Ducati   | 11   | 1.32,983 |